# دوروثي ستراتون كينغ
دوروثي ستراتون كينغ (بالإنجليزية: Dorothy Stratton King)‏ هي مصممة مطبوعات ورسامة أمريكية، ولدت في 1909 في ورسستر في الولايات المتحدة، وتوفيت في 14 يونيو 2007 في مقاطعة أرلنغتون في الولايات المتحدة.

## وصلات خارجية
- الموقع الرسمي